# Ossenreyerstraße 7 (Stralsund)
Das Haus mit der postalischen Adresse Ossenreyerstraße 7 ist ein unter Denkmalschutz stehendes Gebäude in der Ossenreyerstraße in Stralsund, gegenüber der Einmündung der Badenstraße.

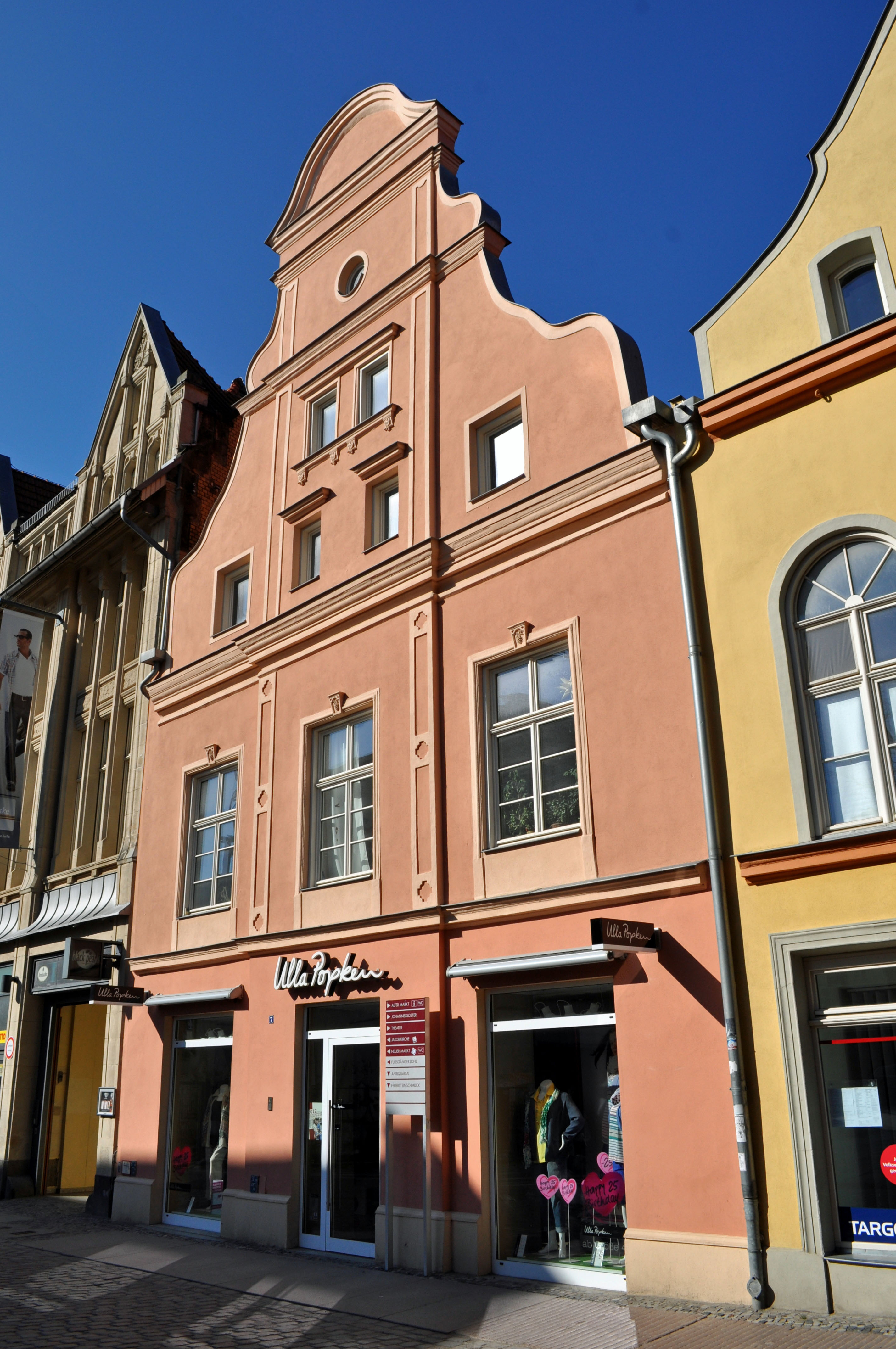
Das Haus Ossenreyerstraße 7 Stralsund (2012)

Das zweigeschossige, dreiachsige verputzte Giebelhaus nahe dem Stralsunder Rathaus wurde in der zweiten Hälfte des 18. Jahrhunderts errichtet, ist im Kern aber älter.
Ein hoher, abgestufter Schweifgiebel, Gurtgesimse sowie die als flache Vorlage ausgebildete, von Pilastern flankierte Mittelachse prägen die Straßenfront.
Das Haus liegt im Kerngebiet des von der UNESCO als Weltkulturerbe anerkannten Stadtgebietes des Kulturgutes „Historische Altstädte Stralsund und Wismar“. In die Liste der Baudenkmale in Stralsund ist es mit der Nummer 621 eingetragen.